# Emil von Lange
Emil von Lange, född 15 november 1841 i Darmstadt, död 2 december 1926 i München, var en tysk arkitekt, son till Ludwig Lange, brorson till Julius Lange.

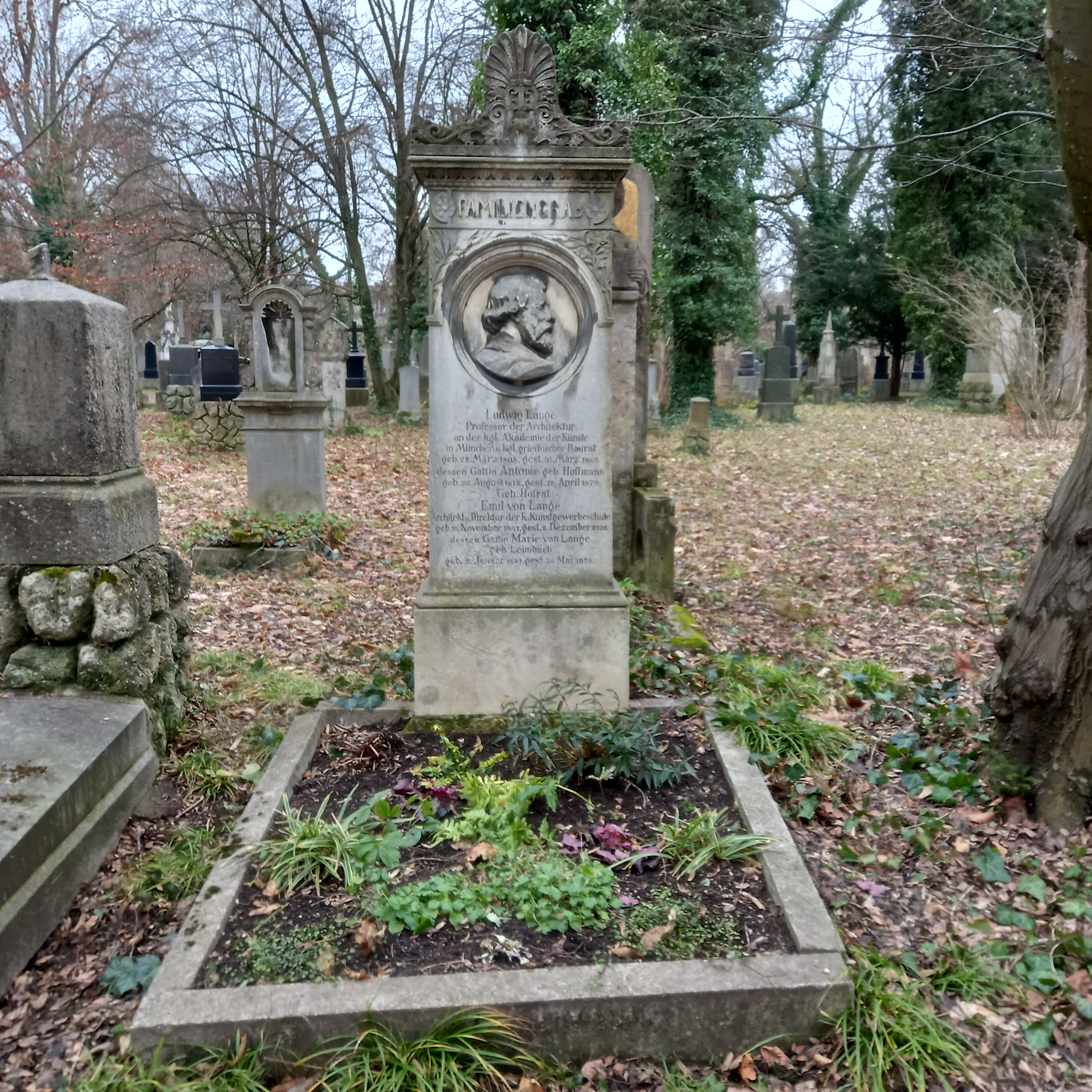
Emil von Langes grav vid Alter Südfriedhof i München

Lange studerade dels i München som lärjunge till sin far, dels i Paris. År 1868 blev han professor vid Königliche Kunstgewerbeschule i München och 1875 dess direktor.
Han utförde monumentala byggnader i München, bland annat konstslöjdskolan och industriskolan. Tillsammans med schweizaren Joseph Bühlmann, också han lärjunge till Ludwig Lange, utgav han det värderade arbetet Die Anwendung des Sgraffito für Fasadendekoration (1867).